# Herbert Kessler (Jurist)
Herbert Kessler (* 8. Dezember 1918 in Mannheim; † 8. November 2002 ebenda) war ein deutscher Jurist, Philosoph und Schriftsteller.

## Leben
Herbert Kessler war der Sohn des Mannheimer Druckereibesitzers Karl Kessler und seiner Ehefrau Johanna, geborene Schäfer. Er machte das Abitur am Humanistischen Gymnasium in Mannheim. Anschließend leistete er seinen Reichsarbeitsdienst in Königsberg/Neumarkt. 1937 folgte sein Wehrdienst beim Artillerie-Regiment 33/II in Landau in der Pfalz. Nachdem er im Zweiten Weltkrieg als Offizier im Frankreichfeldzug schwer verwundet und dienstunfähig wurde, studierte er ab 1941 Rechtswissenschaften an den Universitäten München, Rostock und Heidelberg. In München wurde er Mitglied des Corps Guestphalia. 1944 legte er das erste juristische Staatsexamen ab. 1945 wurde er zum Dr. jur. promoviert. Nachdem er 1950 das zweite Staatsexamen bestanden hatte, ließ er sich in Mannheim als Rechtsanwalt nieder. Die anwaltliche Tätigkeit übte er bis 1983 aus.
Kessler war der Verfasser zahlreicher philosophischer Bücher und Schriften. Zudem schrieb er auch Romane und lyrische Werke. 1962 war er Initiator und Mitgründer der Humboldt-Gesellschaft, deren ständiger Beirat und Repräsentant er war. Er war Herausgeber der Mitteilungen der Humboldt-Gesellschaft für Wissenschaft, Kunst und Bildung e. V. (Folge 1–32, 69–94) und Mitherausgeber der Beiträge der Humboldt-Gesellschaft für Wissenschaft, Kunst und Bildung e. V. (I und II, 1965) und der Abhandlungen der Humboldt-Gesellschaft für Wissenschaft, Kunst und Bildung e. V. (I 6, XI 64–93) 1972 gehörte er zu den Gründern der Sokratischen Gesellschaft e. V.
Von 1949 bis 1989 war Kessler Schriftleiter des Verbandsorgans Der Convent des Convents Deutscher Akademikerverbände (CDA), dessen Arbeitskreis der Studentenhistoriker er ebenfalls angehörte. Von 1966 bis 1969 war er zudem Vorsitzender des CDA. Über 15 Jahre war er Schriftleiter der Zeitschrift Die Wachenburg, des Verbandsorgans des Weinheimer Senioren-Convents.
Kessler war aktiver Freimaurer, Präsident der Akademie des Alten und angenommenen Schottischen Ritus von 1976 bis 1983 und Herausgeber der Eleusis.

## Auszeichnungen
- Schiller-Plakette der Stadt Mannheim, 1962
- Fabricius-Medaille des CDA, 1969
- Bundesverdienstkreuz am Bande, 1983
- Ehrenbrief der gemeinnützigen Bürgervereinigung Sandhofen e. V., 1983
- Ernennung zum Professor durch den baden-württembergischen Minister für Wissenschaft und Kunst, 1987
- Wachenburg-Medaille des Weinheimer Verbandes Alter Corpsstudenten (WVAC)
- Ehrenteller des WVAC
- Festschrift Sokratische Spurensuche ins 21. Jahrhundert der Humboldt-Gesellschaft für Wissenschaft, Kunst und Bildung e. V. anlässlich seines 80. Geburtstags, 1988

## Schriften
- Studentisches Verfassungsrecht, 1945
- Die Humboldt-Gesellschaft als Dienerin am freien Geist, 1962
- Im Nichts zu wohnen. Dem Andenken Hedwigs  (Lyrik), 1963
- Mystische Rose(Lyrik), 1963
- Das Wahre in der Vielfalt, 1963
- Gogarten oder In den Vorhöfen (Roman), Mannheim 1966
- Durchlässige Wände, Ansichten – Einsichten, 1972
- Der Wille zum Wert, Wertordnung und Wertakzent bei der Lebensgestaltung, 1975
- Das Schöne Wagnis, Denkschrift für Selbstdenker, 1975
- Warum Sokrates modern ist, Traktat, 1975
- Sokrates als Esoteriker, Traktat, 1976
- Wissendes Nichtwissen, Leitfaden der Telos-Studien I, 1977
- Wegweiser zur Freiheit, Leitfaden der Telos-Studien II, 1977
- Dag Hammerskjöld, Ein exemplarisches Leben und Sterben, 1977
- Das offenbare Geheimnis, Das Symbol als Wegweiser in das Unerforschliche und als angewandte Urkraft für die Lebensgestaltung, 1977
- Die Symbole des Lichts, 1977
- Was ist und was will der Schottische Ritus, 1979
- Bauformen der Esoterik, 1983
- Tödliche Anstöße (Roman), Mannheim 1983, ISBN 3-923964-00-5
- als Hrsg.: Humane Zukunft. Abhandlungen der Humboldt-Gesellschaft für Wissenschaft, Kunst und Bildung e. V. Mannheim 1988.
- Die Welt des Menschen, 1992
- Philosophie als Lebenskunst, 1998
- Philosophie der Endlichkeit, Würzburg 2011, ISBN 978-3-8260-4475-5